# Volební kalkulačka
Volební kalkulačka (voting advice application) je zpravidla internetová aplikace, která má voličům napomáhat v rozhodování ve volbách. Nápad pochází z Nizozemska, projekt se postupně rozšířil do řady dalších zemí. Každá země má obvykle pro aplikaci vlastní originální název. Jejich doslovné překlady vzájemně neodpovídají. Jedná se většinou o krátký online kvíz, v němž uživatel odpovídá na několik otázek a po jehož skončení volič zjistí, do jaké míry se jeho názory shodují s názory (kandidujících) politických stran (např. při parlamentních volbách) či jednotlivých politiků (např. při přímé volbě prezidenta).
Otázky se obvykle týkají nejrůznějších témat občanského života a politických názorů. Volební kalkulačka následně vypočítává shodu mezi voličem a politickou stranou či kandidátem. Odpovědi stran či kandidátů na otázky v kalkulačce mohou tvůrci kalkulačky určovat sami na základně vlastního zhodnocení, programových dokumentů stran či mediálních vystoupení politiků, nebo se mohou dotázat přímo stran či kandidátů pomocí dotazníků, což je bezpochyby nejefektivnější.
Specifickým typem volební kalkulačky je inventura hlasování, která porovnává odpovědi uživatele s již uskutečněným hlasováním v určitém zákonodárném sboru. Existují i kalkulačky, které se nevztahují k žádným konkrétním volbám, např. mohou ukazovat zařazení voliče k určité ideologii nebo názorovou shodu se slavnými osobnostmi.

## Pojem „volební kalkulačka“
Do roku 2012 neexistovalo v českém jazyce jednoznačné pojmenování tohoto jevu. V anglickém jazyce se víceméně ustálily dva pojmy: voting advice application a voting aid application. Druhý výraz je ovšem zejména v americké angličtině primárně spojený s pomůckami popisujícími jak volit, kde se nachází volební místnosti a tak podobně. V povědomí občanů napříč různými (zejména demokratickými) zeměmi se ustálily i jiné výrazy nejpopulárnějších v jiných jazycích, např. nizozemský projekt stemwijzer, či v Německu fungující wahl-o-mat.
Do roku 2012 se v ČR pro označení volebních kalkulaček používaly nejednoznačné pojmy, mezi něž se řadil např. volební test či názorový test. Před krajskými a senátními volbami na podzim roku 2012 se víceméně ustálilo slovní spojení volební kalkulačka. Zejména díky velkému počtu uživatelů volební kalkulačky před prvním kolem prezidentských voleb v roce 2013 se tento pojem stal v českém jazyce obecným označením pro aplikaci.
Před volbami do Poslanecké sněmovny v roce 2013 použil zpravodajský server pojem volební kalkulačka pro aplikaci, která vypočítává rozdělení mandátů mezi politické strany na základě podílů hlasů zadaných uživatelem.
Název Volební kalkulačka je v současné době chráněn ochrannou známkou spolku KohoVolit.eu.

## Funkce volebních kalkulaček
Volební kalkulačky jsou zpravidla vnímány jako nástroje, jejichž cílem je napomáhat uživateli při rozhodování se nad otázkou koho volit ve volbách. Doporučení volby pro politickou stranu či jednotlivce ovšem nemusí být jediným, a dokonce ani hlavním cílem volební kalkulačky. Kromě něj volební kalkulačky mohou plnit i další funkce:
- Informují uživatele o konání voleb a o tom, které politické strany či jednotlivci ve volbách kandidují.
- Informují uživatele o tom, které politické otázky jsou v daných volbách důležité.
- Informují uživatele o politických postojích stran, zákonodárců či kandidátů.
- Podporují kritické myšlení uživatele, protože ho podněcují k zamyšlení se nad politickými tématy, o nichž by jinak nepřemýšlel.
- Formují politické postoje stran či jednotlivců, protože je nutí k jednoznačné odpovědi na řadu relevantních otázek. Tuto funkci plní pouze volební kalkulačky, u nichž jsou odpovědi na otázky poskytovány přímo politickými aktéry.
- Snižují dopad agenda settingu (nastolování témat) politických stran či jednotlivců v předvolební kampani tím, že pokrývají větší množství témat, zatímco političtí aktéři se mohou během předvolební kampaně záměrně soustřeďovat pouze na komunikaci ohledně jednoho nebo omezeného počtu témat.
- Usnadňují watchdogovou činnost. Na odpovědi politických stran či jednotlivců na otázky ve volební kalkulačce lze pohlížet jako na seznam „slibů“ či „závazků“. Po volbách lze jejich dodržování kontrolovat. Tuto funkci plní pouze volební kalkulačky, u nichž jsou odpovědi na otázky poskytovány přímo politickými aktéry.
- Vytváří datový soubor politických postojů stran či jednotlivců, který je využitelný v akademickém výzkumu. Politologové mohou sledovat vzájemné korelace v odpovědích aktérů, změny jejich odpovědí v čase, nebo rozdíly v odpovědích mezi aktéry z různých zemí.
- V případě, že jsou kalkulačky doprovázeny dotazníkovým šetřením uživatelů, vytváří tak datový soubor o jejich politických postojích. Autoři volební kalkulačky mohou ukládat odpovědi uživatelů na jednotlivé otázky nebo také jejich polohu, např. zaznamenáváním IP adresy, což následně tvoří základ např. pro analýzu politických postojů na základě geografické lokality. Autoři kanadské volební kalkulačky vote compass produkují mapy četnosti odpovědí na jednotlivé otázky v různých částech Kanady. Tato data jsou využitelná v akademickém výzkumu politických postojů a ve výzkumu dopadu volebních kalkulaček na volební účast a na výsledky voleb.

## Druhy volebních kalkulaček
Volební kalkulačky jsou z definice spojeny s konáním určitých voleb. Může se jednat o volby, jejichž cílem je obsazení jednoho mandátu (např. prezidentské volby), nebo zastupitelského sboru (např. parlamentní volby). Volební kalkulačky vznikají pro volby politických reprezentantů na všech úrovních volební soutěže, od voleb do nadnárodních institucí, jako je Evropský parlament, přes volby prezidentské, volby do federálních a lokálních parlamentů až po volby do zastupitelských sborů samospráv (regionální, krajské, obecní). Existují i volební kalkulačky pro volby konané do jiných než státních institucí, např. pro volby do samosprávných orgánů univerzit nebo pro primární volby uvnitř politických stran.
Volební kalkulačky lze kategorizovat podle řady parametrů. Vzhledem k pojmové neujasněnosti v této oblasti neexistuje žádná univerzálně přijímaná klasifikace. Lze rozlišovat například mezi inventurou hlasování a názorovým či volebním testem, a to na základě zdroje použitých dat. Inventura hlasování používá reálná hlasování z uplynulého funkčního období zastupitelského sboru, k němuž se vztahuje, je tedy retrospektivní. Ukazuje shodu s minulými členy či stranami daného zastupitelského sboru. Názorový test používá odpovědi politických stran či kandidátů na sadu otázek vytvořených autory testu. Je tedy orientovaný do budoucnosti, k budoucímu funkčnímu období. Ukazuje shodu s kandidujícími stranami nebo jednotlivci.
Nutno podotknout, že existuje velké množství podobných testů, které ale nelze označit za volební kalkulačky, protože se nevztahují k žádným konkrétním volbám. Jedná se např. o aplikace, které ukazují shodu uživatele se známými osobnostmi, nebo ho umisťují na ideologických škálách (např. liberalismus–konzervatismus, levice–pravice). Příkladem obou těchto funkcionalit je webová stránka Political Compass.
Volební kalkulačky lze dále dělit na obecné a tematické. Tematické kalkulačky záměrně obsahují otázky týkající se pouze určitého tématu. Jsou známy např. environmentální nebo genderové volební kalkulačky.

## Princip fungování volebních kalkulaček

### Formulace otázek
Volební kalkulačky vypočítávají procentuální názorovou shodu uživatele s politickými stranami či jednotlivými kandidáty na základě odpovědí na sérii otázek. Tyto otázky mohou být formulovány buď jako tázací, nebo jako oznamovací věty. Uživatel má možnost vybrat si ze dvou odpovědí („Ano“ / „Ne,“ případně „Souhlasím“ / „Nesouhlasím“), nebo z více než dvou odpovědí, kdy má uživatel při rozhodování k dispozici jemněji rozdělenou škálu možností (např. „Určitě ano“ / „Spíše ano“ / „Spíše ne“ / „Určitě ne“). V některých případech uživatel vybírá z několika delších tezí týkajících se určitého tématu tu, s níž nejvíce souhlasí. Zpravidla existuje možnost otázku přeskočit či odpovědět „Nevím“. Otázky mohou být doprovázeny vysvětlujícím textem různé délky, jehož cílem je uvést uživatele do kontextu.
Otázky vybírají a formulují prakticky výhradně autoři volební kalkulačky. Přitom existuje několik tendencí, které autoři do větší či menší míry implicitně dodržují.
- Otázka musí být relevantní k danému druhu voleb. Nevhodná je např. otázka „Regulační zdravotnické poplatky by měly být zrušeny“ ve volební kalkulačce pro obecní volby, protože obecní zastupitelstva nedisponují touto pravomocí.
- Otázka nesmí být návodná. Nevhodná je např. otázka „Dopravní situace v ČR by se měla zlepšit“ – nelze si představit, že by někdo odpověděl „Ne“.
- Otázka musí být v daném kontextu kontroverzní. Tato konvence souvisí s předchozí, ovšem je poněkud obecnější. I formulace, které splňují předchozí konvenci, nemusí splňovat tuto, pokud mezi politickými aktéry zahrnutými do volební kalkulačky existuje dokonalá shoda názorů. Např. otázka „Měly by být zřízeny vyhlazovací tábory pro cizince“ je sice formulovaná správně, nelze si ale představit, že by s ní nějaký relevantní politický aktér souhlasil.
- Otázka musí být důležitá. Např. otázka „Pan Novák by se měl zbavit svého psa“ by zřejmě byla nevhodná i pro volby do obecního zastupitelstva, pokud např. agresivita tohoto psa není důležitým tématem v dané obci.
- Otázka musí být konkrétní a správně formulovaná. Nevhodná je např. otázka „Daně by měly být navýšeny“ protože není zřejmé, k jakým daním se vztahuje, o kolik by se měly zvýšit, jakému okruhu občanů atd.
- Otázka nesmí být příliš dlouhá.
- Otázka nesmí obsahovat negaci. Dvojité negace jsou obecně pro uživatele matoucí. Např. při zodpovídání otázky „Nesouhlasím s dostavbou jaderné elektrárny Temelín“ si řada uživatelů souhlasících s tímto tvrzením není jistá, zda má označit „Ano“ nebo „Ne“.
- Otázka se musí týkat pouze jednoho tématu či opatření. Např. otázka „Pacienti by měli platit regulační zdravotnické poplatky a hradit si léčbu nezávažných chorob“ je nevhodná, protože zahrnuje dvě sice související, ale přesto odlišné teze.

### Zdroje odpovědí
Odpovědi na otázky ve volební kalkulačce mohou být vytvořeny přímo autory, nebo naopak mohou pocházet z vnějšího zdroje. Autoři mohou otázky formulovat čistě na základě vlastní představy o postojích daných politických aktérů, nebo za použití určitých informací o těchto postojích. Těmito informacemi mohou být dokumenty produkované politickými stranami či jednotlivci (zejména volební programy, nebo jejich veřejně dohledatelné výstupy. Je nutné dbát na relevanci zdrojů.
Odpovědi pocházející z vnějšího zdroje lze rozdělit podle druhů těchto zdrojů. V inventuře hlasování jednotlivé otázky odpovídají hlasováním, která proběhla v zastupitelském sboru, k němuž se volební kalkulačka vztahuje. Odpověďmi jsou v tomto případě výsledky hlasování jednotlivých členů sboru (a tím nepřímo a částečně i politické strany, z níž zástupce pochází/pocházel). V názorovém testu poskytují odpovědi na otázky formulované autory volební kalkulačky samotné politické strany či jednotlivci. V neposlední řadě může odpovědi poskytnout jiný externí aktér, např. akademik či expert na danou problematiku, který je schopen kvalifikovaně odhadnout postoje stran či jednotlivců.
Tvůrci volebních kalkulaček někdy různé způsoby sběru odpovědí na otázky kombinují. Např. britská organizace Unlock Democracy, která vyvíjí volební kalkulačku vote match, nejprve určí odpovědi politických stran na otázky podle vlastního uvážení. Poté sadu těchto odpovědí zašle politickým stranám k připomínkování. Pokud strana neodpoví v požadovaném termínu, je to vnímáno tak, že s odpovědmi souhlasí.

### Vážení důležitosti otázek
Řada volebních kalkulaček dává uživateli možnost stanovit míru, do jaké je pro něj určitá otázka nebo skupina otázek důležitá. Důležitost lze označit na škále, nebo lze vybrat z několika různých stupňů. Důležitost otázky může uživatel označit zpravidla buď přímo při zodpovídání otázky, nebo po vyplnění celé volební kalkulačky. Otázky s větší důležitostí dostávají větší váhu při výpočtu shody.

### Výpočet shody
Různé volební kalkulačky používají různé algoritmy pro výpočet shody uživatele s politickými stranami či jednotlivci. Obvykle je každému politickému subjektu ve volební kalkulačce přiřazena jediná hodnota shody na určitém intervalu (zpravidla -100 % až 100 % nebo 0 % až 100 %). V takových případech je zpravidla uplatněn jednoduchý princip přičítání a odečítání bodů kombinovaný s vážením důležitosti otázek.
Otázka, u níž uživatel neodpoví „Ano“ či „Ne“, se do výpočtu nezahrnuje. Pokud na otázku odpoví „Ano“, strany či kandidáti, kteří rovněž odpověděli „Ano“, získávají jeden bod. Strany či kandidáti, kteří odpověděli „Ne“, jeden bod ztrácejí. Pokud uživatel odpoví „Ne“, získávají jeden bod strany či kandidáti, kteří rovněž odpověděli „Ne“. Ti, kteří odpověděli „Ano“, naopak jeden bod ztrácejí. Strany či kandidáti, kteří na otázku neodpověděli „Ano“ ani „Ne“ nezískávají ani neztrácí žádné body. Následně se každé straně či kandidátovi sečtou body za všechny otázky, u nichž uživatel odpověděl „Ano“ či „Ne“, a výsledek se vydělí počtem takových otázek. Tím je získána shoda v rozmezí -100 % až 100 %.
Existují i volební kalkulačky, které na výpočet shody zcela rezignují a zobrazují pouze tabulku odpovědí uživatele a politických stran či jednotlivců.

### Zobrazení shody
Způsoby zobrazení shody postojů uživatele se stranami či kandidáty lze rozdělit podle dvou hlavních kritérií: podle úplnosti poskytnutých informací o shodě a podle způsobu vizualizace shody. Úplné poskytnutí informace o shodě obsahuje číselné vyjádření míry shody u každého politického aktéra obsaženého ve volební kalkulačce a tabulku odpovědí všech aktérů na všechny otázky.
Různé volební kalkulačky se tomuto stavu blíží v různé míře. V některých případech je uživatel informován pouze o tom, která strana či jednotlivec se s ním shoduje nejvíce, bez dalších podrobností. Někdy si uživatel musí vybrat pouze několik aktérů, jejichž shodu chce zobrazit. Toto omezení může být dáno buď příliš vysokým počtem aktérů, nebo jde o reflexi skutečnosti, že existují i jiné faktory pro volbu strany, než je názorová shoda. Například volební kalkulačka Vote Match vyzývá uživatele, aby nezobrazoval shodu s politickou stranu, pro niž by nikdy nevolil.
Některé volební kalkulačky nezobrazují číselný údaj o shodě, ale popisují shodu slovně. V určitých případech je uživatel informován pouze o pořadí shody a nikoli o její velikosti. Volební kalkulačka v neposlední řadě může a nemusí obsahovat přehled odpovědí aktérů na všechny otázky.
Pokud jde o vizualizaci míry shody, velmi běžným způsobem je její vynesení do sloupcového či pruhového grafu. Častou alternativu představuje umístění uživatele do hypotetického politického prostoru. Jedná se zpravidla o dvourozměrný prostor, v němž jednotliví političtí aktéři zaujímají určitou pozici. Souřadnice uživatele a politických aktérů v tomto prostoru jsou určeny dvěma způsoby: Buď pomocí některé z metod vícerozměrného škálování odpovědí, nebo bodováním odpovědí podle předem stanovených kritérií.
Při použití vícerozměrného škálování jsou na základě vzájemných korelací mezi odpověďmi politických aktérů na otázky zahrnuté ve volební kalkulačce vytvořeny dvě latentní proměnné, jež odpovídají dimenzím politického prostoru. Do tohoto prostoru je pak vynášen uživatel. Stejnou pozici v prostoru, jakou uživatel zaujímá, by zaujímala politická strana, která by na všechny otázky odpověděla zcela shodně. Latentní proměnné mohou být zpětně pojmenovány (např. liberalismus – konzervatismus, levice – pravice). Při bodování odpovědí uživatele autoři volební kalkulačky už předem stanoví každé otázce příslušnost k jedné z dimenzí. Odpovědi uživatele ho pak posunují po této dimenzi.
Je-li shoda zobrazována pomocí politického prostoru, uživatel by měl hlasovat pro politické strany či jednotlivce, kteří se v tomto prostoru nachází v jeho blízkosti.

### Papírové volební kalkulačky
Volební kalkulačky se vyskytují i ve formě papírových testů. První volební kalkulačky vytvářené před rozšířením internetu měly právě tuto podobu. Nejčastějším principem fungování papírových kalkulaček je tzv. bloková metoda založená na vynášení politických aktérů do dvojrozměrného prostoru. Při vyplňování této volební kalkulačky začíná uživatel uprostřed šachovnice reprezentující politický prostor, v němž se nachází politické strany. Každá odpověď na každou otázku je doprovázena instrukcí, kam se má uživatel v tomto prostoru pohnout (např. o jedno pole doleva). Pokud uživatel nedokáže na nějakou otázku odpovědět nebo ji nepovažuje za důležitou, nepohne se. Po vyplnění testu se uživatel nachází v bodu prostoru, kde by ležela politická strana s naprosto shodnými odpověďmi.

## Volební kalkulačky ve světě
V posledních více než dvou desítkách let se volební kalkulačky ze své kolébky v Nizozemsku rozšířily do většiny zemí v Evropě, k nimž se připojily také Spojené státy americké, Kanada, Mexiko, Izrael, Austrálie a Nový Zéland. Nejčastěji jsou volební kalkulačky provozovány buď vládními agenturami, veřejnými vysokými školami nebo nevládními neziskovými organizacemi. Volební kalkulačky také nejsou tvořeny pouze pro celostátní volby, ale vznikají i pro volby regionální (např. v Nizozemsku) nebo stranické (např. kalkulačka pro stranické primárky Republikánské strany v USA v roce 2012). U členských zemí Evropské unie se objevují různé kalkulačky pro volby do Evropského parlamentu.

### Nizozemsko
Myšlenka volební kalkulačky se zrodila v Nizozemsku, kde byl na půdě Instiuutu (voor) Publiek en Politiek již v roce 1989 pro všechny druhy voleb v zemi zrealizován projekt nesoucí název stemwijzer. Ve své původní formě neměl kvíz elektronickou, ale papírovou podobu. Do internetové aplikace byl převeden až s postupem času, na konci 90. let, je vytvářen organizací ProDemos, která se v zemi zaměřuje na šíření občanské uvědomělosti.
Stemwijzer není jedinou úspěšnou nizozemskou kalkulačkou, která se rozšířila do dalších částí Evropy. Projekt nesoucí název Kieskompas vznikl na půdě Univerzity v Amsterdamu, na Katedře politologie, která se na přípravě kalkulaček aktivně podílí. Na stejném principu a se stejným designem jako v Nizozemsku funguje Kieskompas také v Belgii, Švédsku, Portugalsku a Turecku.

### Německo
Spolková republika Německo se řadí k zemím, kde jsou volební kalkulačky vytvářeny státními agenturami. Od roku 2002 aplikaci wahl-o-mat zajišťuje Bundeszentrale für politische Bildung. Kromě celostátních voleb jsou vytvářeny také kalkulačky pro jednotlivé spolkové země a volby do Evropského parlamentu.

### Rakousko
Rakouská Wahlkabine byla poprvé spuštěna roku 2002 a od té doby je používána pro každé volby včetně jednotlivých zemských. Od roku 2008 funguje i italská verze, vytvářená převážně pro občany jižního Tyrolska. Rakouské kalkulačky vyvíjí Universität Innsbruck (Univerzita v Innsbrucku) a Institut für Neue Kulturtechnologien, což je nevládní organizace zabývající se demokracií, společností a kulturou.

### Velká Británie
Ve Spojeném království je pravidelně spouštěna aplikace s názvem vote match, kterou zajišťuje nevládní organizace Unlock Democracy a je postavena na podobném základu jako nizozemský stemwijzer. Zajímavostí je, že organizace nevytváří pouze britské a dokonce ani pouze politické kalkulačky. V roce 2011 vznikla aplikace pro parlamentní volby v Irsku. Populární se staly také kalkulačky pro volby do studentských rad na několika britských univerzitách.

### Řecko
Aplikace používaná v Řecku je do určité míry ojedinělá použitím několika možností zobrazení výsledků. Na výběr je sloupcový graf, paprskový graf nebo politický prostor zanesený v kartézské soustavě souřadnic. Kalkulačka je spravována nevládní iniciativou z několika vysokých škol neomezujících se pouze na Řecko ale zahrnujících i Kypr, Švýcarsko, Velkou Británii nebo Nizozemsko.

### Španělsko
Podobně jako v Nizozemsku i ve Španělsku působí dvě velké volební kalkulačky. Jedna z nich byla vypracována španělským národním deníkem El Mundo pro volby v roce 2008. Druhá svým designem připomíná střelecký terč, kde se během odpovídání mění pozice jednotlivých stran, jejichž identitu se volič dozví až na konci vyplňování.

### Kanada a Austrálie
Volební kalkulačky Kanady a Austrálie, dvou členů Commonwealthu, pracují obě na velmi podobném principu. Tzv. Vote Compass je v obou zemích vytvářen nevládní organizací, kterou vede síť nezávislých akademiků z celého světa.

### Nový Zéland
Novozélandská aplikace pro pomoc voličům v rozhodování se od ostatních poněkud liší, a to především svým neobvyklým designem. Nejedná se o klasické odpovídání na otázky, jako tomu je u většiny ostatních kalkulaček, volič zde krmí ovci posazenou na plotě. Aplikace vychází z anglického idiomu “na plotě”, které je výrazem pro nerozhodnost. Jedná se příklad humorného pojetí zcela vážných záležitostí, jakými jsou volby.

### Švýcarsko
Původním tvůrcem švýcarské volební kalkulačky Smart Vote, která podobně jako nizozemská aplikace inspirovala další země, do nichž se postupem času rozšířila (např. Skotsko či Bulharsko) je Univerzita v Bernu. Nyní tuto kalkulačku provozuje nevládní organizace Politools Network. nebo také polské Centrum Edukacji Obywatelskiej, které spravuje svoji kalkulačku Latarnik wyborczy. Mezi další volební kalkulačky populární v řadě zemí patří např. nizozemský Kieskompas či kanadský Vote Compass.

### Volební kalkulačky v dalších zemích světa
Další volební kalkulačky ve světě: Kromě nejznámějších kalkulaček s velkou tradicí se volební kalkulačky vyskytují v řadě dalších zemí. Pro zajímavost stojí za zmínku Izrael a Mexiko, ale kalkulačka se vyskytuje i na méně exotických místech, např. ve Francii, Bulharsku, Estonsku, Rumunsku, Maďarsku nebo Dánsku.
Oba zbývající sousedé České republiky, Polsko a Slovensko, používají taktéž své aplikace. Slovenská je zřizovaná občanským sdružením KohoVolit.eu, které je asi nejvýznamnějším tvůrcem volební kalkulačky v ČR. V Polsku se jedná o tzv. Laternik wyborczy, vytvářený Centrem občanské vzdělanosti (Centrum Edukacji Obywatelskiej). Ze zemí střední Evropy se kalkulačka používá taktéž v Maďarsku, kde je rovněž zřizována nevládní organizací.

## Volební kalkulačky v České republice
V České republice volební kalkulačky pravidelně připravuje sdružení KohoVolit.eu, které začalo na projektu pracovat v roce 2006. Sdružení zajišťuje volební kalkulačky i na Slovensku a v Maďarsku. Prozatím nejvyšší počet uživatelů využil volební kalkulačku vytvořenou pro první kolo prezidentských voleb v roce 2023, kdy byly zaznamenány více než dva miliony unikátních uživatelů, kteří aplikaci použili. Sdružení vytváří také kalkulačky k parlamentním, krajským, obecním a evropským volbám předčasným parlamentním volbám 2013. Při předchozích prezidentských volbách 2018 z devíti kandidátů ale potřebné odpovědi do aplikace odevzdalo pouze osm kandidátů, Miloš Zeman se odmítl zúčastnit.
Zpravodajský server Aktuálně.cz vytvořil pro parlamentní volby 2010 inventuru hlasování a pro parlamentní volby 2013 názorový test pojmenovaný "volební automat". Server použil v roce 2013 pojem "volební kalkulačka" pro označení aplikace, která uživateli umožňuje vypočítat rozdělení sněmovních mandátů mezi stranami na základě zadaných podílů hlasů.
Další českou volební kalkulačku vytvářela skupina Democracy Toolbox působící v Dublinu, a to pod názvem Volbomat, který byl v ČR naposledy spuštěn při přímé volbě prezidenta v roce 2013, a dále již nefunguje. Pro předčasné parlamentní volby 2013 nebyla aplikace připravena, skupina se tak v současnosti primárně soustřeďuje na zahraniční projekty, přičemž v Irsku a Velké Británii pravidelně spouští kalkulačku pod názvem votomatic, dále ve Spojených státech amerických pod označením votomate.
Na webové stránce Signaly.cz, která se označuje za sociální síť pro mladé křesťany, existuje názorový test označený jako politická hra. Ten se ovšem nevztahuje k žádným konkrétním volbám, nejde tedy o volební kalkulačku v pravém slova smyslu.
Před volbami do Poslanecké sněmovny v roce 2013 vytvořila svoji verzi volební kalkulačky Strana svobodných občanů. Její svobodometr ukazuje pouze shodu s programem této politické strany.
Pro parlamentní sněmovní volby připravil Český rozhlas Volební kompas 2021, iDnes použilo kalkulačku od KohoVolit.eu.